# Экономика Кунгура
Экономика Кунгура представлена предприятиями пищевой, машиностроительной и строительной отраслей промышленности. В городе созданы условия для развития малого и среднего предпринимательства.

## История

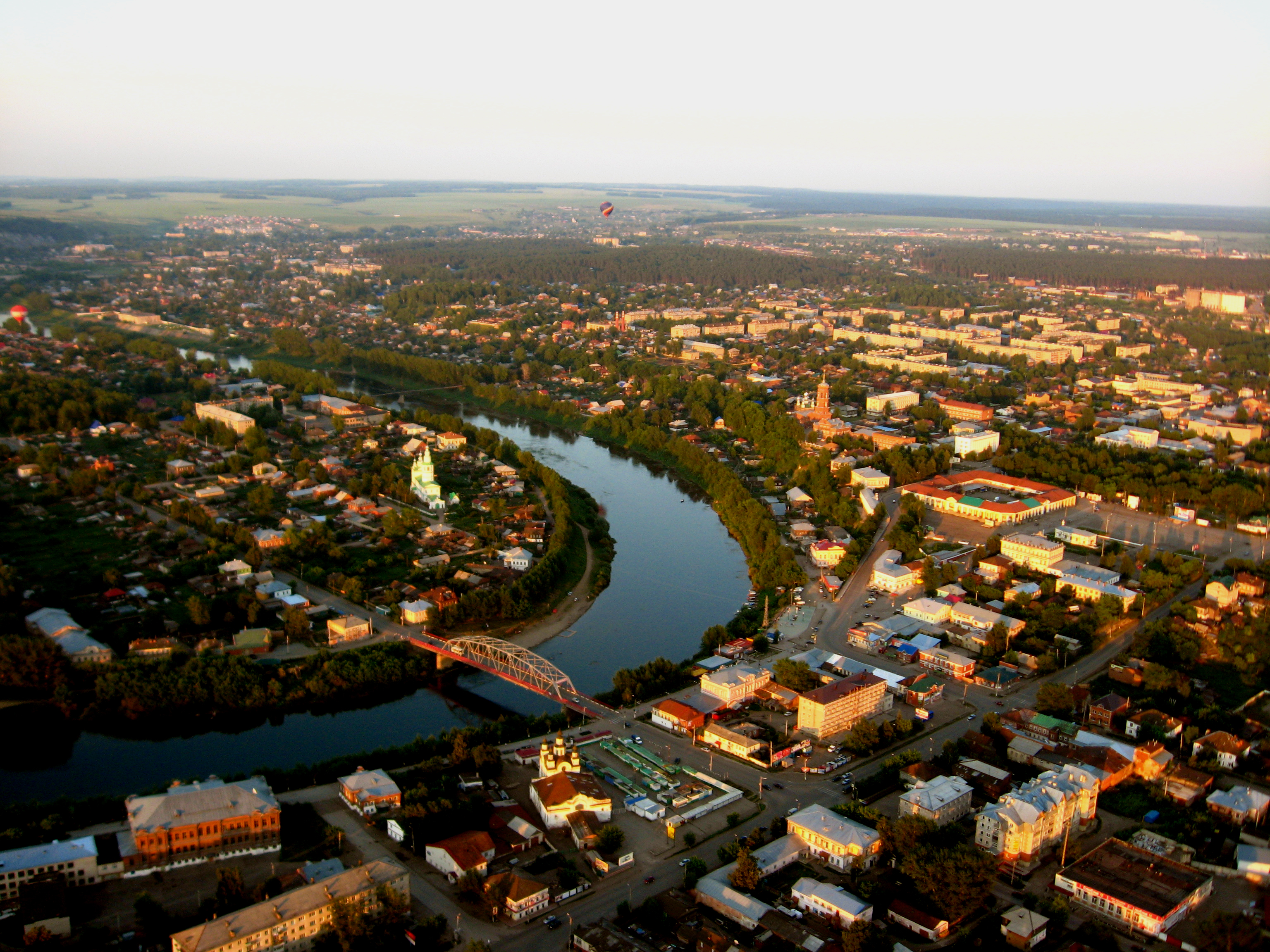
Вид на город Кунгур с высоты птичьего полёта

В 1663 году по повелению Великого Государя Алексея Михайловича было найдено удобное для построения города место при соединении уральских рек Ирени и Сылвы. Этим городом стал Кунгур. В конце XVII столетия в городе было 136 торговых лавок и 337 купцов на 2925 жителей. В середине XVIII века через город прошёл Большой Сибирский тракт и Кунгур превратился в важный пункт транзитной торговли. В городе каждый год проходили три крупных ярмарки: Богоявленская, Пятницкая и Мининская, на которых торговали сельскохозяйственной продукцией: хлебом, чаем, кожей, салом и др. В окрестностях города выращивали пшеницу, ячмень, гречиху и горох.
По рекам Сылве, Чусовой и Каме продукцию перевозили в города Пермь, Соликамск, Чердынь.
К 1703 году в городе работало семь кожевен, а в 1724 году заработал кожевенный завод. К концу XIX века здесь было 25 кожевенных заводов и 8 фабрик кожаных изделий. В городе шили пальто, кожаную обувь, перчатки и др. Сопутствующими промыслами было салотопление, мыло- и клееварение.

## Современное состояние

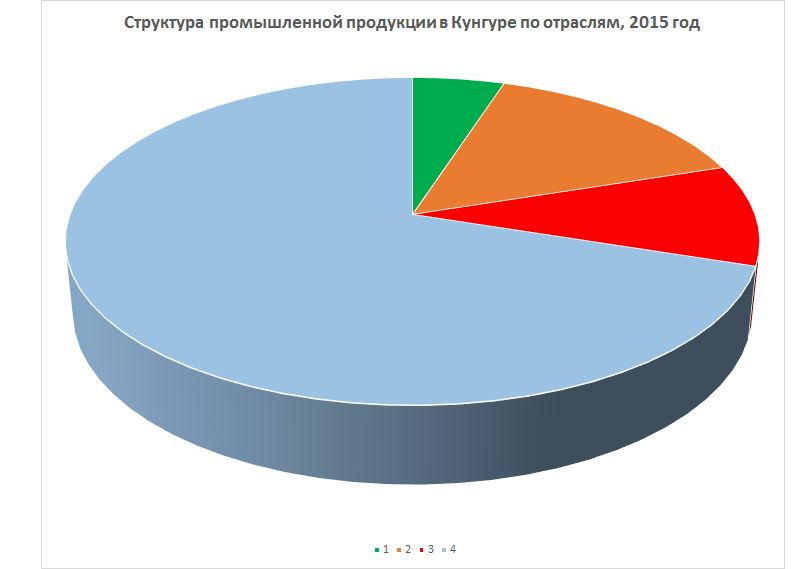
Структура промышленной продукции в Кунгуре, 2015 год. 1 — машиностроение, 3,5 %; 2 — производство стройматериалов, 14,8 %; 3 — прочее, 8,7 %; 4 —
пищевая отрасль, 72,9 %.

Хозяйственную характеристику города Кунгура определяют следующие факторы:
- Развитие города Кунгура, как центра агропромышленного района.
- В Кунгуре нет градообразующих предприятий. Количество организаций в городе растет за счет субъектов малого предпринимательства, из них 70 % — индивидуальные предприниматели. Реализуется городская целевая программа поддержки предпринимателей.

По объему отгруженной продукции 72,9 % в 2015 году принадлежит пищевой отрасли. В состав пищевой отрасли входят ООО МПЗ «Телец», ОАО "Молкомбинат «Кунгурский» ООО "Мясокомбинат «Кунгурский». На этих предприятиях мясной промышленности выпускают ассортимент изделий из птицы, свинины и говядины и птицы.
На мясокомбинате «Кунгурский» выпускается около 150 видов мясных и колбасных изделий. В сутки комбинат производит 150 тонн продукции, а за год — до 20 тыс. тонн. В 2015 году здесь работало около 920 человек. С 2013 года на комбинате стали выпускать мясные полуфабрикаты.
Предприятие Мясоперабатывающий завод «Телец» было основано в 2000 году как колбасный цех. В 2006 году оно стало мясоперерабатывающим заводом. МПЗ «Телец» принадлежит тринадцать фирменных магазинов, он поставляет продукцию по Пермскому краю. Ассортимент продукции его продукции включает в себя более 300 видов колбасных изделий и полуфабрикатов.
ОАО "Молкомбинат «Кунгурский» занимается переработкой молока. Предприятие оснастило свое производство оборудованием европейских фирм с полной автоматизацией производства.
В городе развивается производство гипсовых изделий, используемых в строительстве. Отрасль представляет предприятие ООО «КНАУФ ГИПС КУНГУР».
Обработкой поделочного камня занимается завод художественных изделий. Товары народного потребления производят: фабрика музыкальных изделий АМИСТАР (выпуск гитар), лесомебельный комбинат, швейная фабрика и др. В городе работают строительные транспортные организации, ремонтно-механический завод, завод Металлист выпускает скобяные изделия, мебельную фурнитуру.
Город также является центром топливно-энергетического хозяйства юго-востока, нефтедобычи, производства и распределения энергии.
Предприятие машиностроительной отрасли — ОАО «Кунгурский машиностроительный завод» занималось производством нефтепромыслового оборудования — буровых агрегатов грузоподъемностью 125 тонн, мобильных буровых установок грузоподъемностью 140—250 тонн. По состоянию на август 2019 года завод находился в процедуре банкротства, около половины оборудования было вывезено и продано на металлолом.
Кунгур имеет экономические связи с районами Пермской области, Урала, России и зарубежными странами.
По данным Пермьстата в 2015 году среднемесячная заработная плата по городу Кунгуру на одного работающего составила 27055,96 рублей. За 2015 год предприятиями основных промышленных отраслей города произведено продукции на 8,83 млрд рублей.

## Малое и среднее предпринимательство
Малое и среднее предпринимательство удовлетворяет потребности различных слоев населения в товарах, услугах, досуге и др. Развитие предпринимательства зависит от уровня доходов и спроса населения, уровня экономического развития города Кунгур.
Экономический кризис 2015 года коснулся также и предпринимателей Кунгура, заставив их производить сокращение работников, уменьшать расходы на производимые товары и услуги, закрывать магазины и ателье.
В настоящее время в городе реализуется подпрограмма «Развитие малого и среднего предпринимательства в городе Кунгуре на 2015—2018 годы» муниципальной программы «Экономическое развитие на территории города Кунгура на 2015—2018 годы», проводятся конкурсы на звание «Лучший предприниматель».

### Транспорт

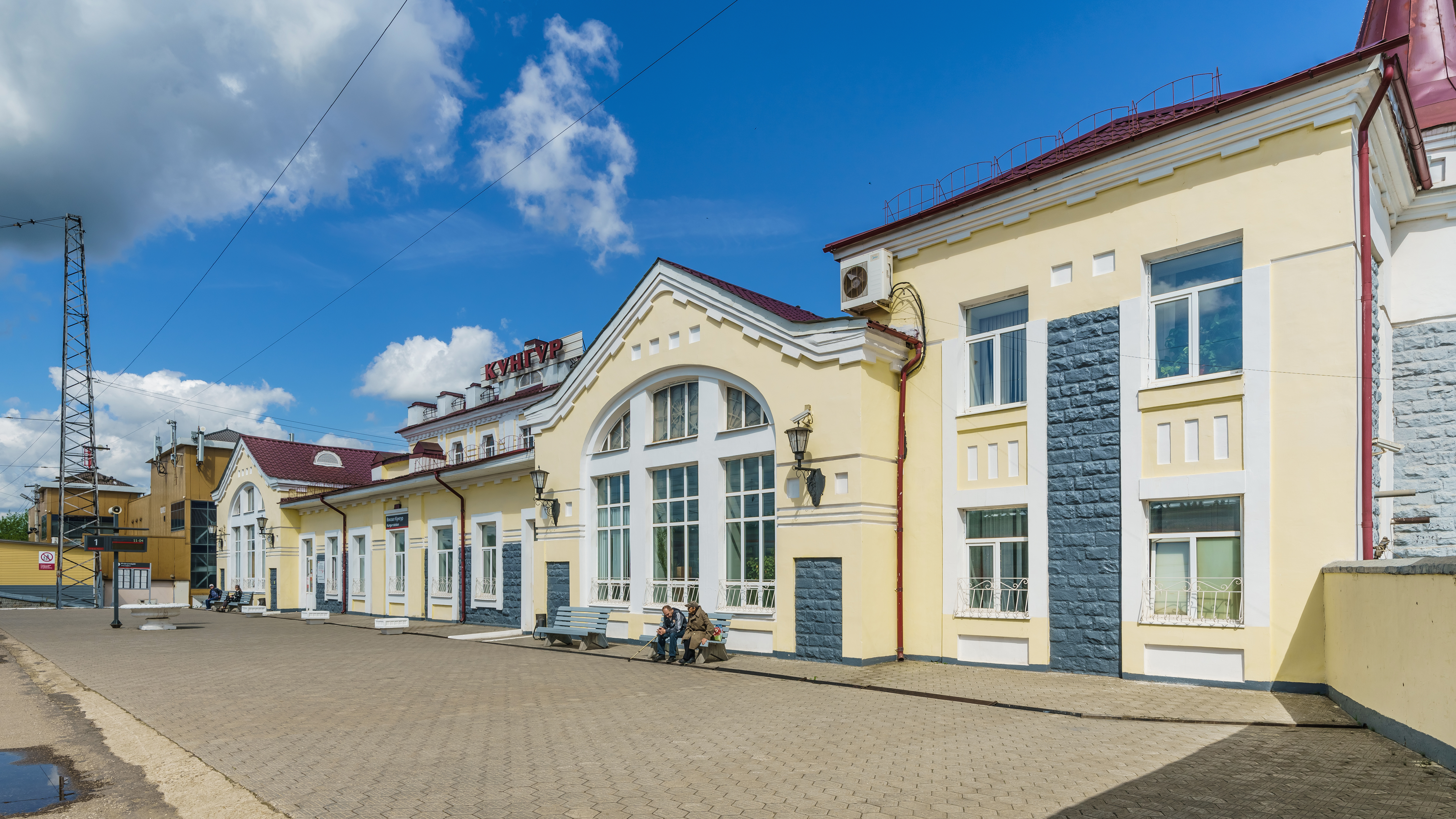
Вокзал в Кунгуре

Город Кунгур является транспортным узлом, через который проложены федеральные (Р242) и краевые (Р343) дороги. В городе функционирует железнодорожная станция Транссибирской магистрали. Здания железнодорожного вокзала разработано симбирским архитектором Ф. Е. Вольсовым и является, благодаря своему фасаду, памятником архитектуры.
На протяжении долгого времени город Кунгур был узлом путей сообщения в Доуралье, через город проходил сухопутный маршрут из европейской части России через Сибирь к границам Китая — Сибирский тракт.

## Туризм
Город Кунгур обладает высоким туристским потенциалом. Он занимает выгодное экономико-географическое положение (Уральский регион), имеет большое историко-культурное наследие. Туризм был признан одним из стратегических направлений развития экономики города Кунгура. Для развития туризма на территории города Кунгура разработаны специальные программы.
В 2010 году Кунгур вошел в Ассоциацию малых туристских городов РФ. В рамках краевой программы по туризму в городе разработан аудиогид на русском, английском и немецком языках.

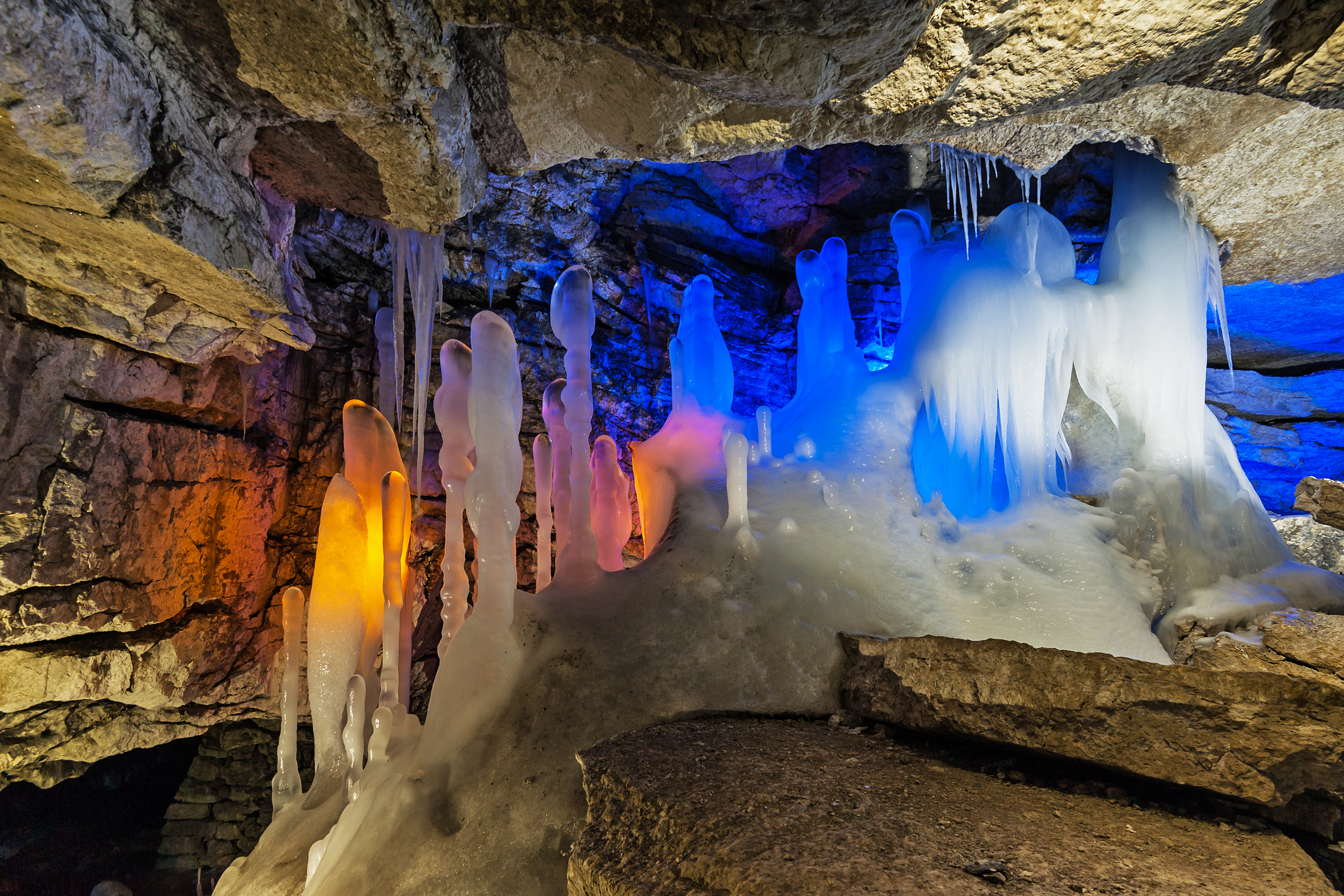
Кунгурская ледяная пещера

Развитие туризма влияет на развитие городской туристской инфраструктуры. В городе имеется 10 гостиниц (Ирень, Сталагмит, Кунгур и др.) и баз отдыха. В 2011 году в городе была построена новая гостиница «Старый город».
К туристическим ресурсам Кунгура относятся:
- Геологический памятник — Кунгурская ледяная пещера — одна из крупнейших карстовых пещер в Европейской части России (протяжённость 5600 м, 60 озёр).
- Примечательные здания и памятники города: Особняк Ковалева, Городская управа, Гостиный двор, Дом Ануфриевой, Дом Грибушина, Малый Гостиный двор, Особняк Софронова, Особняк Хлебниковых, Обелиск от войск Пугачёва, Особняк Дубинина, Кунгурское техническое училище Губкина, Кунгурское городское четырёхклассное училище, Елизаветинская рукодельная школа, скульптурная композиция «Пуп Земли» и др.